# باز باسباي
باز باسباي (بالإنجليزية: Buzz Busby)‏ هو موسيقي وكاتب أغاني أمريكي، ولد في 6 سبتمبر 1933 في إيروس في الولايات المتحدة، وتوفي في 5 يناير 2003 في كاتونسفيل في الولايات المتحدة.

## وصلات خارجية
- باز باسباي على موقع ميوزك برينز (الإنجليزية)
- باز باسباي على موقع أول ميوزيك (الإنجليزية)
- باز باسباي على موقع ديسكوغز (الإنجليزية)